# محمد علی‌آبادی
محمد علی‌آبادی (زاده ۱۳۳۵ در اراک) سیاستمدار ایرانی و رئیس سازمان تربیت بدنی، رئیس کمیته ملی المپیک جمهوری اسلامی ایران، سرپرست وزارت نفت در دولت محمود احمدی‌نژاد و برای مدت کوتاه ۱۰۰ روزه از بهمن سال ۱۳۸۸ تا اردیبهشت ۱۳۸۹ رئیس سازمان شیلات ایران بوده‌است. محمد علی‌آبادی دارای مدرک کارشناسی ارشد راه و ساختمان و کارشناسی ارشد معماری است.
علی‌آبادی از طرف احمدی‌نژاد به عنوان وزیر نیرو در دولت دهم پیشنهاد شد که مجلس به او رأی اعتماد نداد.

## سوابق اجرایی
عضویت در شورای جهاد سیستان و بلوچستان، معاونت وزیر راه و ترابری و معاون بنیاد مستضعفان و جانبازان، معاونت عمرانی شهرداری تهران، معاون رئیس‌جمهور و ریاست سازمان تربیت بدنی، ریاست سازمان شیلات و... در کارنامه اوست.

## حواشی
محمد دادکان در مصاحبه‌ای در مورخ ۷ مهر ۱۳۹۵ با روزنامه شرق مدعی شد که در زمان ریاست وی و درست چند روز پیش از جام جهانی ۲۰۰۶ آلمان، محمد علی آبادی به وی دستور داده است تا علی دایی ، سهراب بختیاری زاده و یحیی گل محمدی را از تیم ملی خط بزند. دادکان در این باره می‌گوید: فدراسیون فوتبال باید مستقل باشد. حتی ما بگوییم کوچک‌ترین فدراسیون ما از نظر اجرائی هم باید مستقل باشد. ولی این که نقش وزارت ورزش دخالت باشد، نه. ولی نظارت و راهبری، بله. اعلام نظر مثبت کردن، بله. چه کسی هست که نپذیرد؟ ولی در فدراسیون فوتبال زمان من، مسئول ورزش وقت آقای علی‌آبادی که هیچ‌چیز از ورزش و فوتبال نمی‌دانست، می‌آمد و به من می‌گفت: «علی دایی، یحیی گل‌محمدی و سهراب بختیاری‌زاده را کنار بگذار». من هم به او گفتم: «باشد»، ولی این کار را نکردم.